# Édouard Marcelle
Edouard Marcelle, francoski veslač, * 1. oktober, 1909, † 9. november 2001, Reims.
Marcelle je za Francijo nastopil na Poletnih olimpijskih igrah 1928 v Amsterdamu, kjer je kot član dvojca s krmarjem osvojil srebrno medaljo.